# Oșorhei (gmina)
Oșorhei – gmina w Rumunii, w okręgu Bihor. Obejmuje miejscowości Alparea, Cheriu, Felcheriu, Fughiu i Oșorhei. W 2011 roku liczyła 6532 mieszkańców.